# یوکای

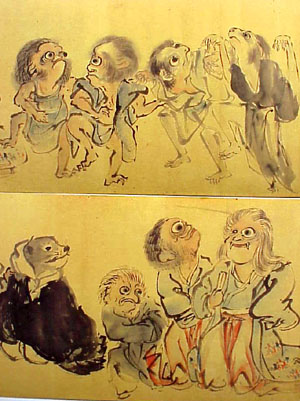
یوکای به شکل و ریخت‌های گوناگونی در می‌آید

یُوکای انگلیسی: Yōkai ژاپنی: 妖怪 (به معنی روح، دیو، یا تجسم) رده‌ای از اوباکه، آفریده‌هایی افسانه‌ای در فولکلور ژاپنی است. خود یوکای‌ها هم اختلاف زیادی با هم دیگر دارند. بعضی دارای ویژگی‌های قسمتی آدمی مانند و قسمتی جانوری هستند (مانند کاپا و تنگو). یوکای عموماً دارای نوعی نیروی معنوی و ما وراء طبیعیست، و برای همین است که برخورد آدمیزاد و یوکای خطرناک است. یوکای‌ها هم در بنی آدم انگیزه‌ها و برنامه‌هایی می‌بینند که قابل درک و فهمیدن نیست.
در عصر ادو هنرمندان بسیاری مانند توری یاما سکیئن یوکای‌های بسیاری را ملهم از فولکلور ژاپنی آفریده، که امروزه برخی از آن‌ها به خطا یوکای افسانه‌ای اجدادی به‌شمار می‌آیند.
برخی یوکای‌ها به سادگی از آدمیزادها اجتناب می‌کند؛ آن‌ها منطقه‌های منزوی دور از جای سکونت آدمیزاد را تفضیل می‌کنند. هرچند برخی دیگر از یوکای‌ها زندگی نزدیک جای سکونت آدمیزاد را می‌گزیند. یوکای‌ها معمولاً اتصال با آتش، جهت شمال شرقی و فصل تابستان دارد.